# Danville (Vermont)
Danville ist eine Town im Caledonia County des Bundesstaates Vermont in den Vereinigten Staaten mit 2335 Einwohnern (laut Volkszählung des Jahres 2020).

## Geografie

### Geografische Lage
Danville liegt im Westen des Caledonia County an der Grenze zum Washington County, im Nordosten der Green Mountains. Viele kleinere Bäche und Flüsse entwässern die Town, sie münden wie der Joes Brook im Süden der Town zumeist in östlicher Richtung fließend in den Passumpsic River. Es gibt mehrere Seen auf dem Gebiet der Town, der größte ist der Joels Pond im Südwesten. Die Oberfläche der Town ist hügelig, die höchste Erhebung ist der 730 m hohe Kittredge Hill.

### Nachbargemeinden
Alle Entfernungen sind als Luftlinien zwischen den offiziellen Koordinaten der Orte aus der Volkszählung 2010 angegeben.
- Norden: Wheelock, 5,8 km
- Nordosten: Lyndon, 13,1 km
- Osten: St. Johnsbury, 13,4 km
- Südosten: Barnet, 7,7 km
- Süden: Peacham, 9,0 km
- Südwesten: Cabot, 18,2 km
- Westen: Walden, 11,3 km
- Nordwesten: Stannard, 6,5 km

### Klima
Die mittlere Durchschnittstemperatur in Danville liegt zwischen −9,44 °C (15 °Fahrenheit) im Januar und 20,0 °C (68 °Fahrenheit) im Juli. Damit ist der Ort gegenüber dem langjährigen Mittel der USA um etwa 9 Grad kühler. Die Schneefälle zwischen Mitte Oktober und Mitte Mai liegen mit mehr als zwei Metern etwa doppelt so hoch wie die mittlere Schneehöhe in den USA. Die tägliche Sonnenscheindauer liegt am unteren Rand des Wertespektrums der USA, zwischen September und Mitte Dezember sogar deutlich darunter.

## Geschichte
Der Grant für Danville wurde am 27. Oktober 1786 ausgerufen und am 31. Oktober 1786 wurde er an Jacob Baily, Jesse Leavenworth und weitere vergeben. 1792 wurde das Gebiet Walden Gore der Town zugeschlagen. Benannt nach Jean Baptiste Bourguignon d'Anville (einem Kartografen mit Verbindung zu Vermont), wurde Danville 1796, zehn Jahre nach der Erstbesiedlung der Gegend, zum Verwaltungssitz des Countys (County Seat) ernannt, was es bis 1852 blieb. Danach ging der Verwaltungssitz an das benachbarte St. Johnsbury über, damals das aufstrebende Industriezentrum der Umgebung. Andere wesentliche geschichtliche Ereignisse sind nicht überliefert.

### Religion
Danville wird von der starken methodistischen Gemeinde geprägt, die im Ort drei Kirchen unterhält. Zusätzlich gibt es auch je eine römisch-katholische Kirche und eine Niederlassung der United Church of Christ.

### Einwohnerentwicklung
| Volkszählungsergebnisse – Town of Danville | Volkszählungsergebnisse – Town of Danville | Volkszählungsergebnisse – Town of Danville | Volkszählungsergebnisse – Town of Danville | Volkszählungsergebnisse – Town of Danville | Volkszählungsergebnisse – Town of Danville | Volkszählungsergebnisse – Town of Danville | Volkszählungsergebnisse – Town of Danville | Volkszählungsergebnisse – Town of Danville | Volkszählungsergebnisse – Town of Danville | Volkszählungsergebnisse – Town of Danville |
| Jahr                                       | 1700                                       | 1710                                       | 1720                                       | 1730                                       | 1740                                       | 1750                                       | 1760                                       | 1770                                       | 1780                                       | 1790                                       |
| ------------------------------------------ | ------------------------------------------ | ------------------------------------------ | ------------------------------------------ | ------------------------------------------ | ------------------------------------------ | ------------------------------------------ | ------------------------------------------ | ------------------------------------------ | ------------------------------------------ | ------------------------------------------ |
| Einwohner                                  |                                            |                                            |                                            |                                            |                                            |                                            |                                            |                                            |                                            | 574                                        |
| Jahr                                       | 1800                                       | 1810                                       | 1820                                       | 1830                                       | 1840                                       | 1850                                       | 1860                                       | 1870                                       | 1880                                       | 1890                                       |
| Einwohner                                  | 1514                                       | 2240                                       | 2300                                       | 2631                                       | 2633                                       | 2577                                       | 2544                                       | 2216                                       | 2003                                       | 1784                                       |
| Jahr                                       | 1900                                       | 1910                                       | 1920                                       | 1930                                       | 1940                                       | 1950                                       | 1960                                       | 1970                                       | 1980                                       | 1990                                       |
| Einwohner                                  | 1628                                       | 1564                                       | 1494                                       | 1600                                       | 1472                                       | 1312                                       | 1368                                       | 1405                                       | 1705                                       | 1917                                       |
| Jahr                                       | 2000                                       | 2010                                       | 2020                                       | 2030                                       | 2040                                       | 2050                                       | 2060                                       | 2070                                       | 2080                                       | 2090                                       |
| Einwohner                                  | 2211                                       | 2196                                       | 2335                                       |                                            |                                            |                                            |                                            |                                            |                                            |                                            |

## Wirtschaft und Infrastruktur

### Verkehr
Gelegen an der Ost-West-Verbindung des U.S. Highway 2, ist Danville gut an das Straßennetz Neuenglands angeschlossen. Zusätzlich liegt im Nordosten bei Lyndonville in nur 15 Kilometern Entfernung der Caledonia State Airport.

### Öffentliche Einrichtungen
Es gibt in Danville kein Krankenhaus. Das nächstgelegene ist das Northeastern Vermont Regional Hospital in St. Johnsbury.

### Bildung
Danville gehört mit Barnet, Peacham, Walden und Waterford zur Caledonia Central Supervisory Union. In Danville befindet sich die Danville School. Sie bietet Klassen von Pre-Kindergarten bis zum Abschluss der High School im zwölften Schuljahr.
Die Pope Memorial Library befindet sich in der Park Street in Danville.
Um die Bewahrung der Geschichte kümmert sich die Danville Historical Society.

## Persönlichkeiten

### Söhne und Töchter der Stadt
- Benjamin F. Deming (1790–1834), Politiker und Abgeordneter im Repräsentantenhaus.
- Thaddeus Stevens (1792–1868), Rechtsanwalt und Abgeordneter im Repräsentantenhaus, populärer Verfechter der Sklavenbefreiung.
- Beth Chamberlin (* 1963), Schauspielerin.

### Persönlichkeiten, die vor Ort gewirkt haben
- William A. Palmer (1781–1860), Politiker und Gouverneur von Vermont